# Araz Nachiczewan
Araz Nachiczewan (azer. Araz-Naxçıvan Peşəkar Futbol Klubu) – azerski klub piłkarski, z siedzibą w Nachiczewanie.

## Historia
Chronologia nazw:
- 1967–1990: Araz Nachiczewan
- 1991: Bayramli Nachiczewan
- 2000–2002: Araz Nachiczewan PFK
- 2013 – ...: Araz Nachiczewan PFK

Klub został założony w 1967 roku jako Araz Nachiczewan. W 1968 debiutował w Klasie B, 3 strefie Mistrzostw ZSRR. W 1970 po reorganizacji systemu lig został przeniesiony do Klasy B, rosyjskiej 2 strefy. Zajął przedostatnie 17. miejsce i potem występował w rozgrywkach lokalnych. W 1977 powrócił do Wtoroj ligi, 4 strefy, w której grał do 1986 roku. W 1987 zdobył mistrzostwo Azerbejdżańskiej SRR i w 1988 powrócił do Wtoroj ligi, 7 strefy. W 1990 po kolejnej reorganizacji systemu lig okazał się we Wtoroj lidze B, 3 strefie. W 1991 klub zmienił nazwę na Bayramli Nachiczewan.
Po rozpadzie ZSRR klub zaprzestał działalność. Dopiero w 2000 klub został reaktywowany i zgłoszony do rozgrywek Azerbejdżańskiej Premier Ligi. W sezonie 2000/01 zajął przedostatnie 10. miejsce, jednak w następnym sezonie liczba drużyn została zwiększona do 12 i klub pozostał w najwyższej lidze. Ale przed startem sezonu zespół Araz Nachiczewan został wykluczony z rozgrywek z powodu zaległości finansowych wobec swoich piłkarzy. Ich miejsce zajęła drużyna Şahdağ Qusar. Jednak po pierwszej kolejce z rozgrywek wycofał się zespół Viləş Masallı z powodu braku środków finansowych. Dzięki temu drużyna Araz Nachiczewan mogła wystąpić w sezonie 2001/02 mistrzostw Azerbejdżanu. Po zakończeniu etapu pierwszego zajął 8. miejsce, ale już nie przystąpił do rozgrywek drugiego etapu przez problemy finansowe. Na początku 2013 po raz kolejny klub odnowił swoją działalność. W tym że roku startował w Azerbejdżańskiej Pierwszej Lidze, a po zakończeniu debiutowego sezonu awansował do Premier Ligi.

## Sukcesy

### Trofea międzynarodowe
Nie uczestniczył w rozgrywkach europejskich (stan na 31-05-2014).

### Trofea krajowe
| \| \| Zdobyte trofea w rozgrywkach Azerbejdżanu (stan na: 11-07-2025) \| |                                                                 |      |          |
| Rozgrywki                                                                | Osiągnięcie                                                     | Razy | Sezon(y) |
| Mistrzostwo                                                              | I miejsce                                                       | 0    |          |
| Mistrzostwo                                                              | II miejsce                                                      | 0    |          |
| Mistrzostwo                                                              | III miejsce                                                     | 1    | 2025     |
| Puchar                                                                   | zdobywca                                                        | 0    |          |
| Puchar                                                                   | finalista                                                       | 0    |          |
| Puchar                                                                   | ćwierćfinalista                                                 | 1    | 2014     |
| II liga                                                                  | I miejsce                                                       | 1    | 2014     |
| II liga                                                                  | II miejsce                                                      | 0    |          |
| II liga                                                                  | III miejsce                                                     | 0    |          |
| Azerbejdżan                                                              | Zdobyte trofea w rozgrywkach Azerbejdżanu (stan na: 11-07-2025) |      |          |

- mistrzostwo Azerbejdżańskiej SRR:
  - mistrz: 1987

## Stadion
Klub rozgrywa swoje mecze domowe na Stadionie Miejskim w Nachiczewanie, który może pomieścić 12,800 widzów.

## Europejskie puchary
Legenda do wszystkich tabel:
- Q – runda eliminacyjna, 1/16, 1/8, 1/4, 1/2 – odpowiednia faza rozgrywek, Grupa – runda grupowa, 1r gr – pierwsza runda grupowa, 2r gr – druga runda grupowa, F – finał, R – runda, PO – play-off
- k. – rzuty karne, los. – losowanie, Dogr. – dogrywka, w. – zasada bramek strzelonych na wyjeździe

| Sezon   | Rozgrywki        | Runda | Klub           | Dom | Wyjazd | Ogólnie |
| ------- | ---------------- | ----- | -------------- | --- | ------ | ------- |
| 2025/26 | Liga Konferencji | 2Q    | Aris           | 2–1 | 2–2    | 4–3     |
| 2025/26 | Liga Konferencji | 3Q    | Omonia Nikozja | 0–4 | 0–5    | 0–9     |